# زبان نفوسی
زبان نفوسی (بربری: Ažbali / Maziɣ / Mazoɣ) یک زبان بربری است که در کوه‌های نفوسه در شمال غربی لیبی گفتگو می‌شود. سخنرانان اصلی آن جوامع اباضی در اطراف جادو، نالوت و یفرن هستند.